# Jared Wilson-Frame
Jared Wilson-Frame (Hartford, 13 luglio 1996) è un cestista statunitense.